# هانس مایکل جبسن
هانس مایکل جبسن (انگلیسی: Hans Michael Jebsen؛ زادهٔ ۱۵ نوامبر ۱۹۵۶) کارآفرین اهل هنگ کنگ است.